# La General Crema
Es coneix com La General Crema un episodi ocorregut el 29 de setembre de 1649 quan, en el marc de la Guerra dels Segadors, tropes castellanes van assaltar i saquejar la vila de Montblanc (Conca de Barberà).

## Antecedents
Després dels fets del Corpus de Sang i l'esclat de la Guerra dels Segadors, es produeix una invasió de tropes castellanes a Catalunya el setembre de 1640. La Generalitat de Catalunya es posa sota la protecció del rei de França Lluís XIII. Exèrcits de França i Castella campen per tot el Principat de Catalunya provocant les queixes de la població.
Montblanc és una de les principals viles del país i una plaça forta a mig camí entre Lleida i Tarragona. Durant la guerra, s'hi instal·len diverses vegades tropes franceses del general Philippe de La Mothe-Houdancourt, catalanes de Francesc de Cabanyes i castellanes de Juan de Garay.
El 30 d'agost de 1642, un exèrcit castellà de 8.000 homes es dirigeix a Tarragona i s'ajorna a Montblanc. Després d'instal·lar-se, comencen els conflictes amb els vilatans i les tropes saquegen la població. Durant el transcurs de la Guerra dels Segadors, Montblanc havia de patir fins a quatre episodis bèl·lics en un període de nou anys:
- El saqueig de la població, el 30 d'agost de 1642.
- La General Crema, amb l'assalt i el saqueig, el 29 de setembre de 1649.
- La batalla de Montblanc, el 14 de novembre de 1649.
- El setge de Montblanc, des del març fins al 16 de juliol de 1651.

## La Gran Crema
El 1649, amb els castellans guanyant posicions al Principat, surt de Lleida una columna formada per 7.000 soldats d'infanteria i 3.000 cavallers comandats per Juan de Garay. Aquest exèrcit ocupa les poblacions de Lleida, Vimbodí, el Monestir de Poblet i entra a Montblanc, que és assaltada i saquejada de nou.
Aquest cop, els militars violenten a la població i als dirigents municipals; s'apropien l'arxiu de la vila i l'arrasen, s'instal·len a l'església de Santa Maria la Major i cremen les actes de la parròquia. Una guarnició entra a l'Hospital de Sant Bartomeu i Santa Magdalena, als afores de la vila, i fa malvestats a l'edifici i a la gent dels voltants.
No contents amb els actes vandàlics, comencen un acarnissament amb els dirigents i símbols de Montblanc, es cremen diverses cases nobles i imatges pròpies de les festes, com els populars Aligots i l'antiquíssim Drac.

## Episodis posteriors
Després del saqueig de Montblanc, les tropes castellanes de Juan de Garay continuen el seu camí de terror per Cabra del Camp, Valls, Constantí, Tarragona, Torredembarra, Vilanova i la Geltrú i Sitges.
Quan es preparava l'atac final a Barcelona, els comandants castellans decideixen controlar tot el Principat, per evitar atacs a la rereguarda; així, una part de l'exèrcit torna cap a l'interior per combatre la cavalleria francesa. El primer acte d'aquest enfrontament es produeix en l'anomenada batalla de Vilafranca el 17 d'octubre.

### La Batalla de Montblanc
La matinada del 24 de setembre de 1649 l'exèrcit castellà entra a la Conca de Barberà. Arriben notícies que tropes franceses de cavalleria s'havien fortificat a l'església de Santa Maria de Montblanc. L'exèrcit de Juan de Garay entra a la vila ducal i assetja l'església convertida en plaça forta pels francesos.
L'enfrontament és molt violent, amb intercanvi constant de trets. Finalment, els assaltants aconsegueixen tirar la porta principal de l'església i entren a sang i foc a l'edifici.

### Setge de Montblanc
El març de 1651, la població torna a ser ocupada per tropes de Felip IV de Castella. Aquest cop el comandant és Juan de Pallaviccino y Ramírez de Haro, militar toledà d'arrels italianes que esdevindria governador de Tarragona.
S'imposa un control implacable per part de les tropes invasores, que s'instal·len de forma quasi permanent fins al juliol. A principis d'estiu, els arriba l'ordre de partida per anar cap a assetjar Barcelona.
Uns dies abans de marxar, els soldats comencen un espoli i saqueig de la població. El general Pallaviccino ordena bombardejar la façana de l'església de Santa Maria la Major i derruir diversos trams de muralla, torres fortificades i portals de Montblanc.
L'objectiu era treure el qualificatiu de plaça forta a la vila, per això es van enrunar diversos trams del recinte emmurallat i es va malmetre l'església on s'havien fet forts més d'una vegada les tropes franceses de de La Motte.
Felip IV de Castella va castigar encara el 1658 la vila de Montblanc a hostatjar tropes castellanes amb pagament de les despeses per part dels veïns.

## Conseqüències
La Gran Crema (inclòs també l'anomenat Setge de Montblanc) es considera que fou el cop de gràcia per a l'abatiment de la vila. Greument afectada durant la Guerra civil catalana del segle xv, estava visquent una lleu revifalla però el saqueig implacable del setembre de 1642 fou un cop duríssim per a la població, que va perdre ja definitivament el seu pes polític i també econòmic, deixant la vila ducal de Montblanc en la misèria més absoluta.